# レゴランド・ドバイ
レゴランド・ドバイ（英: LEGOLAND Dubai Resort）とは、アラブ首長国連邦のドバイにあるおもちゃの「レゴ」を題材とした世界で7番目のテーマリゾートである。
2016年に開業し、中東では初のレゴランド・パークとなった。
アトラクションの数は40個を超えている。

## 概要
レゴランド・ドバイは中東のアラブ首長国連邦内の都市ドバイで開かれ、ドバイ・パークス&リゾーツ社が展開しているテーマリゾートである。レゴランド・ドバイの他にも「シックス・フラッグス」などと言ったテーマパークを運営している。
屋外パークの他に、レゴをテーマとしたレゴランド・ウォーター・パーク・ドバイ、リゾートホテル（日帰り以上の長期滞在者向け）、商業施設が隣接しており、テーマリゾート化している。

## 開業延期
2008年5月7日に1度ドバイに新たなレゴランド・パークを2011年を目処に開業させると発表されたが、延期になったため、アジア初進出のレゴランド・マレーシアが先に開業した。

## 園内施設
レゴランド・ドバイ内には6つの世界を表現したエリアがある。おもちゃのレゴで作られたミニチュアの世界が楽しめる。
- ミニ・ランド
- キングダム・エリア
- イマジネーション・エリア
- アドベンチャー・エリア
- ファクトリー
- レゴ・シティ

### ミニランド
建造物は、国内にある世界一高いビルのブルジュ・ハリファをはじめとした高さトップ10の建造物群や、アブダビのシェイク・ザイード・グランドモスク、ジュメイラ地区の海岸線などがミニチュアサイズで再現されている。

### キングダムス・エリア
レゴブロックの人気シリーズ『キングダムス』の世界を再現。中世ヨーロッパの城や城下町を眺めるローラーコースターや、アトラクションを豊富に用意する。

### イマジネーション・エリア
そのほか、レゴブロックを使って想像力を高めるエリア。

### アドベンチャー・エリア
冒険家を待ち受けるレゴの魅力を打ち出した造りとなっている。

## ウォーター・パーク
隣接する「レゴランド・ウォーター・パーク」は2016年11月15日に開業した。
プールの他にはウォータースライダーやアトラクション展開もしている。

## 営業時間・入場料
- 営業時間は約10時 - 18時（変更あり）。
- 大人は約8,300円、子ども（7歳未満）は約7,000円。